# Herse (måne)
Herse (S/2003 J17) är en av Jupiters månar. Den upptäcktes den 27 februari 2003 av en grupp astronomer vid University of Hawaii. Herse är cirka 2 kilometer i diameter och roterar kring Jupiter på ett avstånd av cirka 22 992 000 kilometer.